# Koropec
Koropec je priimek v Sloveniji, ki ga je po podatkih Statističnega urada Republike Slovenije na dan 1. januarja 2010 uporabljalo 14 oseb.

## Znani nosilci priimka
- Jože Koropec (1923-2004), zgodovinar